# Amédée Louis Despans de Cubières

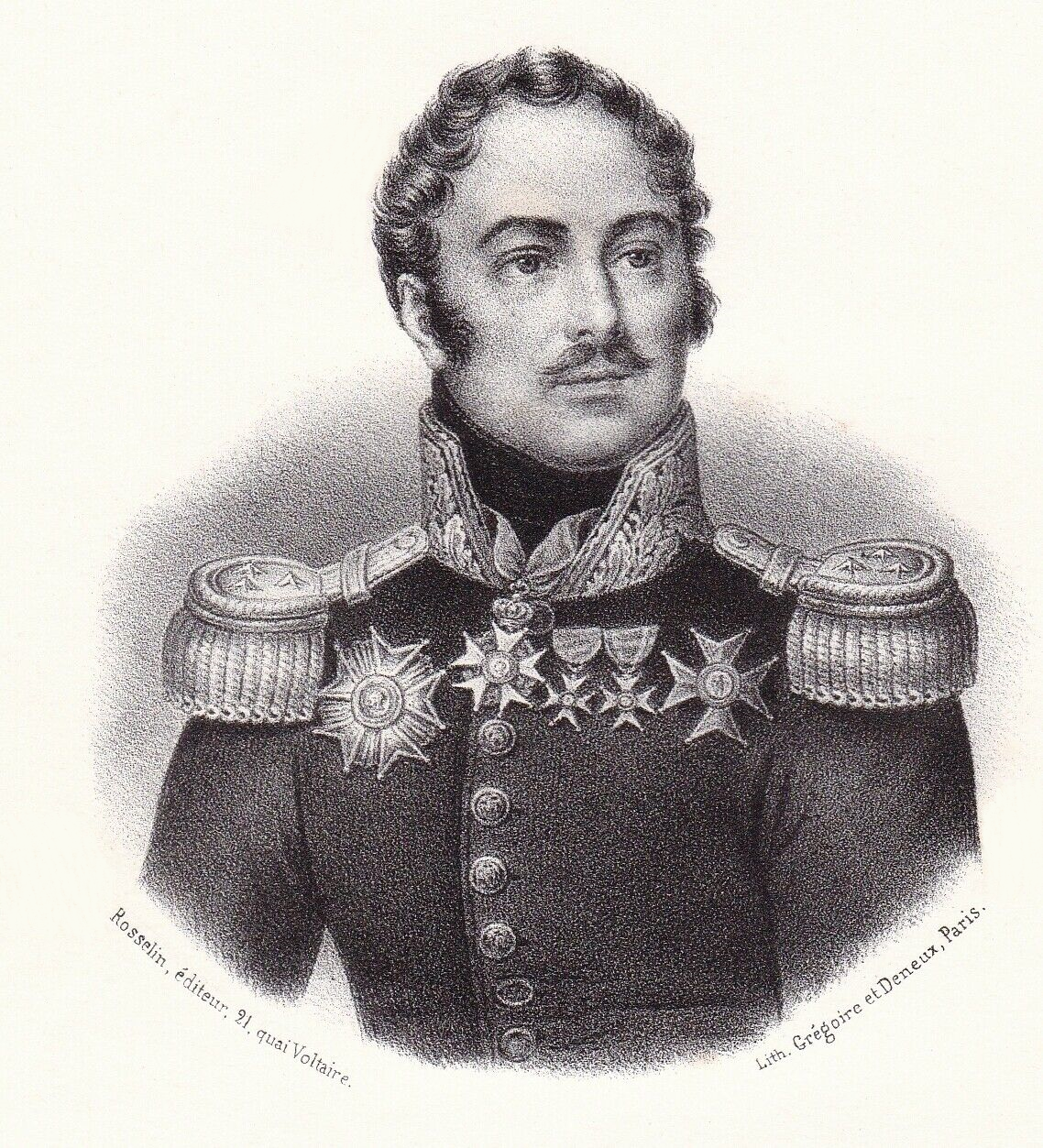
Amédée Louis Despans de Cubières

Amédée Louis Despans de Cubières (* 4. März 1786 in Paris; † 6. August 1853 ebenda) war ein französischer General.

## Leben
Cubières machte die Feldzüge des Kaiserreichs mit und wurde 1815 Oberst. Während der Restauration zuerst Obersteuereinnehmer, dann Oberst, zog er mit nach Morea und wurde 1829 Brigadegeneral, 1830 Divisionsgeneral und Pair von Frankreich und 1840 Kriegsminister.
Wegen Bestechung des Ministers der öffentlichen Arbeiten, Jean-Baptiste Teste, um die Konzession zu einer Steinsalzmine zu erhalten, und sodann wegen Unterschlagung eines Teils der Bestechungssumme wurde Cubières 1847 zur bürgerlichen Degradierung und zu 10.000 Franc Geldbuße verurteilt, aber 1852 rehabilitiert.